# Microcos conocarpa
Microcos conocarpa är en malvaväxtart som beskrevs av Karl Ewald Maximilian Burret. Microcos conocarpa ingår i släktet Microcos och familjen malvaväxter. Inga underarter finns listade i Catalogue of Life.